# Comuna Kizliv, Busk
Kizliv (în ucraineană Кізлів) este o comună în raionul Busk, regiunea Liov, Ucraina, formată din satele Dumnîțea, Juratîn și Kizliv (reședința).

## Demografie
Componența lingvistică a comunei Kizliv
     Ucraineană (99,61%)
     Alte limbi (0,19%)
Conform recensământului din 2001, majoritatea populației comunei Kizliv era vorbitoare de ucraineană (99,61%), existând în minoritate și vorbitori de alte limbi.